# Richard Limo

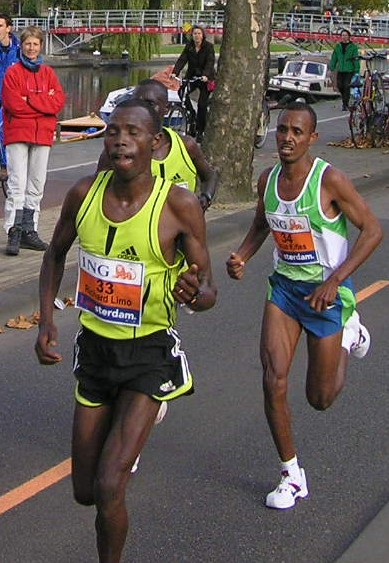
Richard Limo i Amsterdam 2007

Richard Limo, född 18 november 1980, är en kenyansk friidrottare (medeldistanslöpare).
Limo var med på OS 2000 i Sydney där han slutade som 10:a på 5 000 meter. En placering som Limo kraftigt förbättrade vid VM i Edmonoton 2001 där han vann 5 000 metersloppet. Efter mästerskapet har inte Limo tävlat vid fler mästerskap utan istället huvudsakligen tävlat i terränglöpning.

## Personliga rekord
- 3 000 meter - 7:32,23
- 5 000 meter - 12:56,72
- 10 000 meter - 26:50,20